# 유지우
유지우(1994년 ~)는 대한민국의 가수다. 2015년 싱글 앨범 [First]로 데뷔했다.

## 방송
- 슈퍼스타K 2016 (2016) - Top64

## 공연
- 2019 유지우 크리스마스 소극장 콘서트 [미드윈터] (2019)
- 유지우 2022 첫 번째 단독 콘서트 COLOR PROJECT (2022)